# Lev Sedov
Lev L'vovič Sedov, in russo Лев Львович Седов?, anche noto come Leon Sedov (San Pietroburgo, 24 febbraio 1906 – Parigi, 16 febbraio 1938), è stato un attivista trotskista e dissidente sovietico, figlio di Lev Trockij e della sua seconda moglie Natal'ja Sedova.

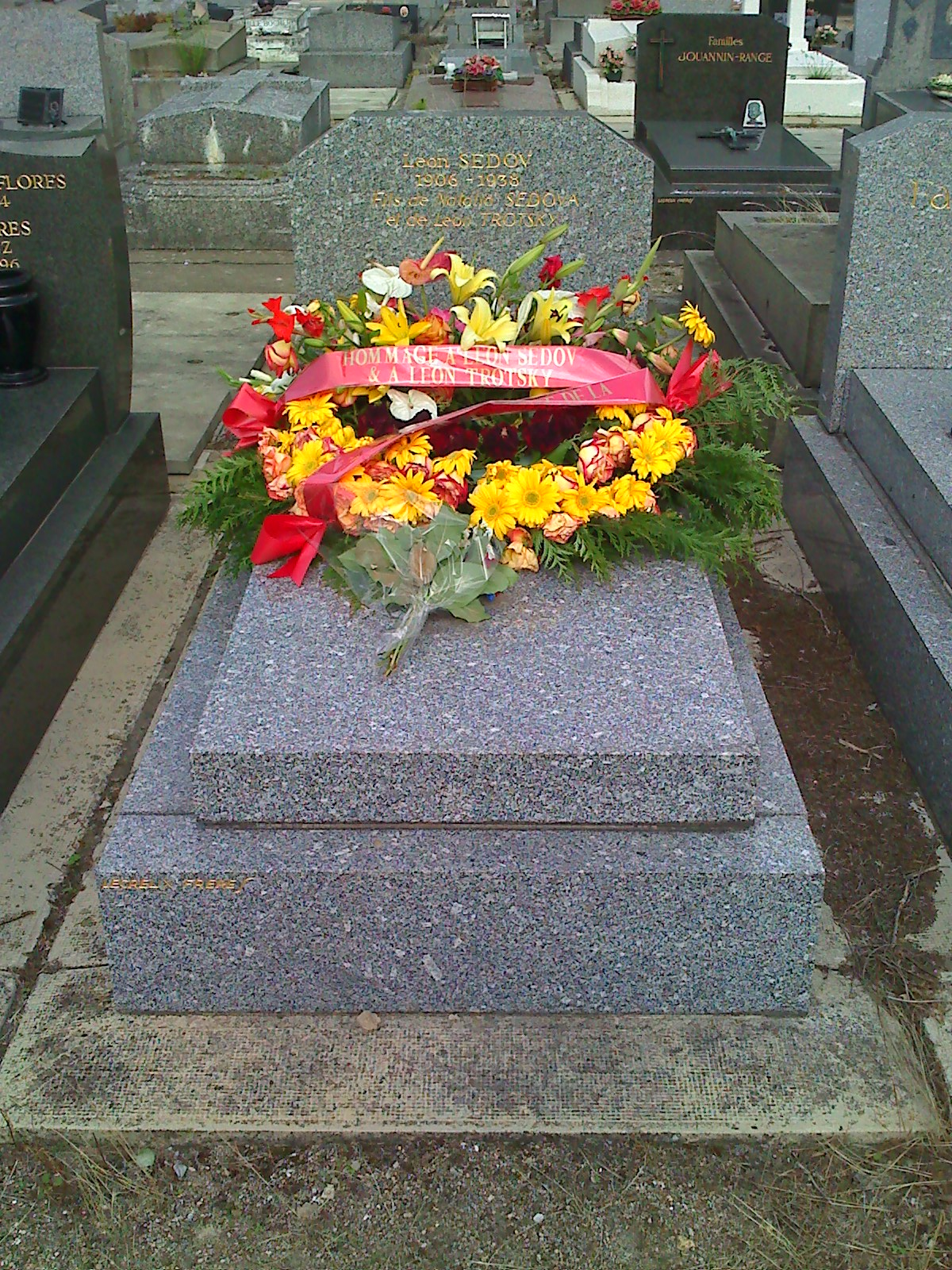
La sua tomba

Fu tra i principali collaboratori del padre e militò nella Quarta Internazionale.
Morì ufficialmente a causa di un'appendicite, ma notevoli sono i dubbi a riguardo di un assassinio orchestrato dall'NKVD , essendo ormai in atto da parte di Stalin l'eliminazione sistematica di tutti gli oppositori politici, sia attraverso i processi farsa, passati alla storia come "le purghe staliniane" sia attraverso omicidi mirati, di cui poco tempo dopo sarà vittima il padre. Dopo la sua scomparsa venne sepolto nel Cimitero parigino di Thiais.